# Piqued Jacks
Piqued Jacks er et italiensk rock band grundlagt i Buggiano, i Italien i 2006. Gruppen består af vokalisten Andrea Lazzeretti, Bassisten Francesco "littleladle" Bini, Guitaristen Marco "Majic-o" Sgaramella og Trommeslageren Tommaso "HolyHargot" Oliveri.
Gruppen har repræsenteret San Marino i Eurovision Song Contest 2023 med sangen "Like An Animal" men de fik sidstepladsen i semifinale 2 og scorede ikke en eneste point fra nogen af landene og dermed kvalificerede de ikke til finalen.